# Morgenia spathulifera
Morgenia spathulifera är en insektsart som beskrevs av Griffini 1908. Morgenia spathulifera ingår i släktet Morgenia och familjen vårtbitare. Inga underarter finns listade i Catalogue of Life.